# Морё, Джэнет
Джэнет Тереза Морё (в замужестве Стоун; англ. Janet Teresa Moreau(-Stone); 26 октября 1927, Потакет, Род-Айленд — 30 июня 2021, Баррингтон, Род-Айленд) — американская легкоатлетка (бег на короткие дистанции), чемпионка Панамериканских игр, чемпионка летних Олимпийских игр 1952 года в Хельсинки, рекордсменка мира.

## Биография
Морё была чемпионкой Ассоциации американских университетов (AAU) в беге на 50 и 220 ярдов, прыжках в длину с места. В 1948 году Морё была близка к тому, чтобы пробиться в олимпийскую команду США для участия в летних Олимпийских играх 1948 года в Лондоне, когда на отборочных соревнованиях она заняла 4-е место в беге на 200 метров.
Помимо лёгкой атлетики Морё занималась плаванием, в котором достигла заметных успехов. Она была членом сборной команды Род-Айленда в 1947—1949 годах в плавании на 50 и 100 ярдов вольным стилем.
В 1951 году Морё выиграла золотую медаль на Панамериканских играх в эстафете 4х100 метров. На этих же играх она выступала в беге на 100 метров, где заняла 6-е место.
На Олимпиаде в Хельсинки Морё выступала в беге на 100 метров и эстафете 4х100 метров. В первой дисциплине он смогла пробиться в четвертьфинал, где пробежала дистанцию за 12,5 с. Этого результат оказался недостаточно хорош для продолжения борьбы. В эстафете команда США (Мэй Фэггс, Барбара Джонс, Джэнет Морё, Кэтрин Харди), за которую Морё бежала на третьем этапе, стала олимпийской чемпионкой с результатом 45,9 с (мировой рекорд). Серебряным призёром стала Объединённая команда Германии (45,9 с), а бронзовым — команда Великобритании (46,2 с). Морё была самым старшим членом этой команды (24 года) и единственным белым членом команды.
В 1952 году Морё окончила Бостонский университет. Она работала учителем физкультуры в школьной системе Баррингтона (штат Род-Айленд) до самого своего выхода на пенсию в 1986 году. Также она окончила Институт служения епархии Провиденс и стала сертифицированным капелланом Национальной ассоциации католических капелланов.
В 1952 году она была выбрана спортсменом года в Род-Айленде. В том же году её избрали спортсменом года американские ветераны-инвалиды. Она была введена в Зал славы наследия Род-Айленда (1968 год), Зал славы Бостонского университета (1979 год), Зал славы водных видов спорта Род-Айленда (1987 год).